# Seminars in Immunopathology
Seminars in Immunopathology, abgekürzt Semin. Immunopathol. ist eine wissenschaftliche Fachzeitschrift, die vom Springer-Verlag veröffentlicht wird. Die Zeitschrift wurde 1978 unter dem Namen Springer Seminars in Immunopathology gegründet. Der Name wurde 2007 auf den aktuellen Namen verkürzt, die Zeitschrift erscheint derzeit mit vier Ausgaben im Jahr. Es werden Übersichtsarbeiten aus dem Bereich der Immunpathologie veröffentlicht.
Der Impact Factor lag im Jahr 2014 bei 7,748. Nach der Statistik des ISI Web of Knowledge wird das Journal mit diesem Impact Factor in der Kategorie Immunologie an zwölfter Stelle von 148 Zeitschriften und in der Kategorie Pathologie an dritter Stelle von 75 Zeitschriften geführt.